# Piron de La Varenne
Dominique Piron dit Piron de La Varenne, né le 2 août 1760, à Saint-Étienne-de-Montluc, et tué le 10 mai 1794 sur la Loire, dans les environs de Nantes, est un militaire français et un général vendéen, pendant la Révolution française.

## Biographie
Dominique Piron est le fils de Dominique Piron, procureur au présidial du comté de Nantes, originaire de La Varenne en Anjou, et de Jeanne Guillory.
Il émigre avec sa famille en 1791 et rejoint l'Armée des Princes au sein des Chevau-légers. Il regagne la Bretagne et rejoint l'Association bretonne. Lors des insurrections de mars 1793, avec Scheton, il prend la tête des mineurs insurgés de Montrelais et s'empare d'Oudon. À la suite de l'échec de l'insurrection, il rejoint les Vendéens peu après la Bataille de Saumur.
Il se distingue en juillet à la bataille de Vihiers où il écrase l'armée républicaine commandée par Santerre. Il remporte à nouveau une éclatante victoire contre ce même général le 19 septembre à la bataille de Coron, malgré sa nette infériorité numérique. Le lendemain avec Duhoux d'Hauterive, il bat de nouveau les Républicains pourtant deux fois plus nombreux à la bataille du Pont-Barré. Bien que les effectifs des Républicains lors de ces batailles étaient constitués en bonne partie de combattants particulièrement médiocres, elles comptent parmi les seules victoires vendéennes en infériorité numérique.
En octobre, il protège la retraite des Vendéens lors de la bataille de Cholet. À la suite de la mort de nombreux généraux, il reçoit le commandement de la division de l'Anjou. Il prend part à toutes les batailles de la Virée de Galerne, jusqu'à la bataille de Savenay en décembre où il dirige l'arrière-garde. Piron survit au massacre et se cache pendant quelques mois dans le pays nantais.
Le 10 mai 1794, il s'embarque sur un petit bateau et tente de traverser la Loire en cachette afin de regagner la Vendée, mais il est surpris et poursuivi par la canonnière républicaine «l’invincible», stationnée au Cellier. Rattrapé près de la Thébaudière, Piron de La Varenne est tué d'un coup de fusil.

## Sources
- Biographie universelle ancienne et moderne, tome 34, 1823, p. 509 en ligne sur Google Livres.
- Archives départementales de la Loire-Atlantique, Registres paroissiaux de Saint-Étienne-de-Montluc -1754 - BMS - vue 9
- Archives départementales de la Loire-Atlantique, Registres paroissiaux de Saint-Étienne-de-Montluc-1760 - BMS - vue 18
- La Vendée historique : histoire, littérature / directeur : Henri Bourgeois - 1903 - p. 257 à p. 261 en ligne sur Gallica
- Paul Mercier, Un héros vendéen Piron de La Varenne « le général au cheval blanc », éditeur G Durrassié et Cie, 1938.
- Document retraçant la fin de Piron aux archives départementales de la Loire-Atlantique série G 473 «Enquête et acte de notoriété établi par Étienne Chevillard le 3 floréal an IV»